# Pușkarșciîna, Nedrîhailiv
Pușkarșciîna (în ucraineană Пушкарщина) este un sat în așezarea urbană Nedrîhailiv din regiunea Sumî, Ucraina.

## Demografie
Componența lingvistică a localității Pușkarșciîna
     Ucraineană (96,23%)
     Rusă (3,77%)
Conform recensământului din 2001, majoritatea populației localității Pușkarșciîna era vorbitoare de ucraineană (96,23%), existând în minoritate și vorbitori de rusă (3,77%).